# تخت پرنده (فیلم)
تخت پرنده (به هندی: Uran Khatola) یا تخت پرواز (به انگلیسی: Flying Bedstead) فیلمی هندی محصول سال ۱۹۵۵ و به کارگردانی اس.یو. سانی است. در این فیلم بازیگرانی همچون دیلیپ کومار، نیممی، جوان و آقا ایفای نقش کرده‌اند.